# Культурный центр Франца Тамайо
Культурный центр Франца Тамайо (исп. Casa de la Cultura Franz Tamayo) — муниципальное учреждение в городе Ла-Пас, названное в честь боливийского государственного деятеля и поэта Франца Тамайо (1878—1956). Расположен в историческом центре Ла-Паса, на пересечении улиц Исмаэль Монтес и Потоси, возле площади Пласа-де-лас-Культурас и является одной из городских достопримечательностей. В Центре Франца Тамайо находятся театр, названный в честь писательницы и композитора Модесты Сангине Уриарте, музей, выставочные залы, библиотека Коста-де-ла-Торре и муниципальный документальный центр.

## История
Здание Центра было построено при администрации мэра Ла-Паса Луиса Нардина Риваса и спроектировано архитектором Сесаром Сумараном. Во время массовых демонстраций, которые обычно проходят на площади святого Франциска, здание несколько раз получало повреждения от участников протестов. Здание было реконструировано во время пребывания у власти мэра Армандо Эскобара Урия.

## Архитектура
Здание построено из стекла и бетона. Фасад здания, выходящий на улицу Марискаль Санта Крус, полностью остеклён, а боковые фасады выполнены из формованного и текстурированного бетона с пирамидальными мотивами, в которых размещены художественные фризы, также изготовленные из кусочков бетона.
С задней стороны здания, обращённой к площади Пласа-де-лас-Культурас, имеется выход на площадь, этот выход окружён зонами пешеходного движения и отдыха, украшенными современными скульптурами.

## Галерея
- Деталь бокового фасада здания Центра
- Боковой фасад украшен скульптурой двух кондоров в полете, работа художника Рикардо Переса Алькала[исп.]
- Фреска на стене, обращённой к площади Пласа-де-лас-Культурас